# Sphaira

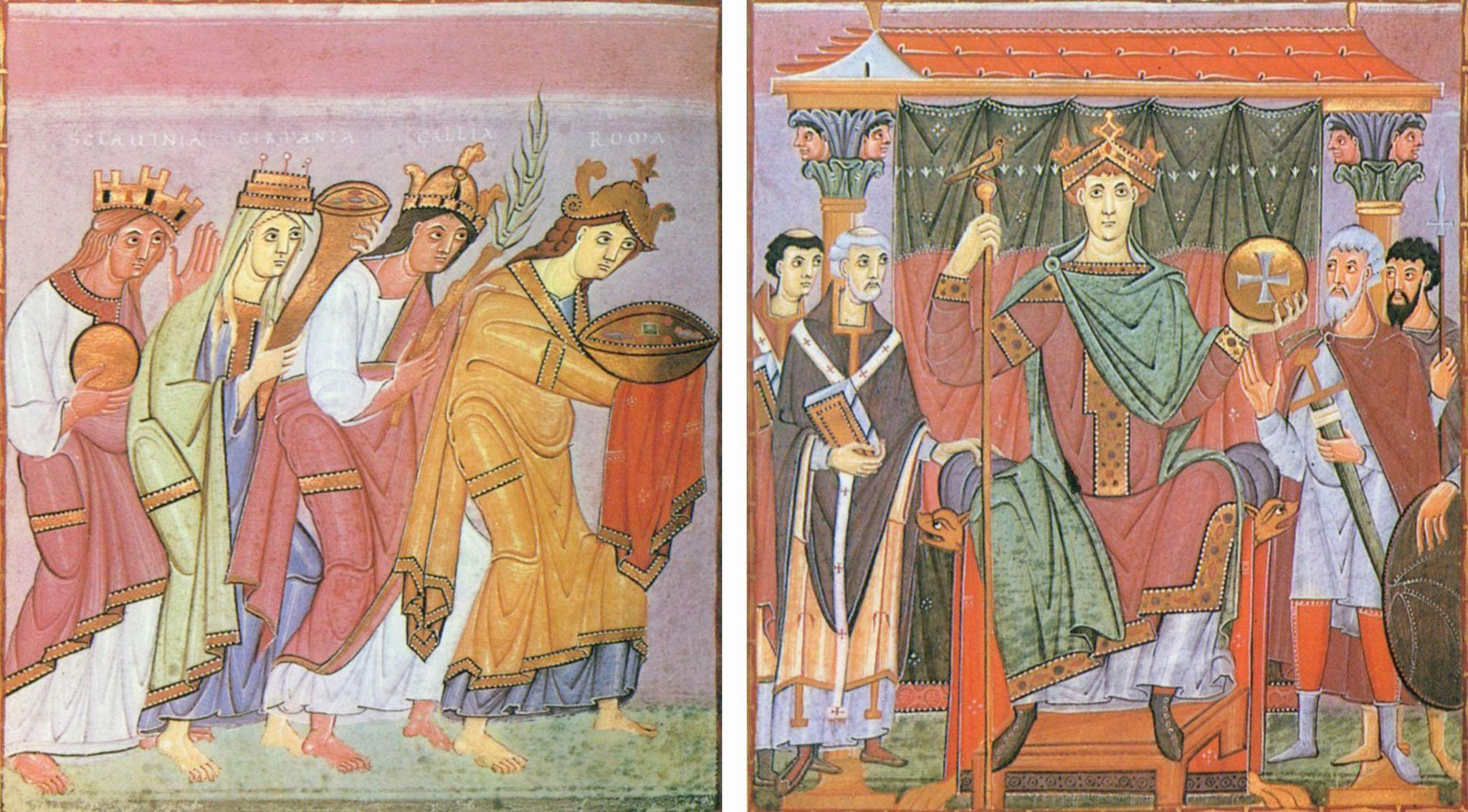
Das von einem starken Bezug zur Antike geprägte Kaiserbild (Dedikationsbild) aus dem Evangeliar Ottos III. zeigt rechts Otto III. mit römischem Adlerzepter und Sphaira (fol. 23^{v}–24^{r})

Die Sphaira (von griechisch σφαῖρα, lateinisch sphaera „Hülle, Ball“, insbesondere „Himmelskugel“), auch Sphärenkugel genannt, war in der klassischen Mythologie das Attribut des Titanen Atlas und wurde im Römischen Reich in Gestalt des Globus vom göttlichen zum kaiserlichen Machtsymbol und Sinnbild für die Weltherrschaft. Ende des 4. nachchristlichen Jahrhunderts vollzog sich ein weiterer Bedeutungswandel, indem die Sphaira auf Münzen und Siegeln zusammen mit dem Kreuz zum Herrschaftszeichen der nun christlichen Kaiser stilisiert wurde. 
In Kontinuität zu ihrer antiken Bedeutung übernahm man sie, zum Zeichen der christlichen Herrschaft von Gottes Gnaden gleichfalls mit einem Kreuz versehen, in die mittelalterliche Herrscherikonografie des Heiligen Römischen Reiches, worin sie neben Krone – seit Otto I. bzw. Konrad II. die Reichskrone –, Zepter wie auch weiteren Gegenständen ein Herrschaftsattribut der römisch-deutschen Könige und Kaiser bildete.
Wie die Sphaira versinnbildlichte auch der sie im 11. Jahrhundert ablösende Reichsapfel die Reichsidee, doch repräsentierte dieser nun nicht mehr wie zuvor die Sphärenkugel das Himmelsgewölbe, sondern die Erde und wurde später als Reichsapfel des Heiligen Römischen Reiches Bestandteil der Reichsinsignien.